# Ocydromia
Ocydromia är ett släkte av tvåvingar som ingår i familjen puckeldansflugor.

## Artlista[1][2]
- Ocydromia amazonica
- Ocydromia glabricula
- Ocydromia hirsutipes
- Ocydromia longicornis
- Ocydromia melanopleura
- Ocydromia stigmatica
- Ocydromia tenuis
- Ocydromia unifasciata
- Ocydromia xiaowutaiensis